# Назарет (Пенсилванија)
Назарет (енгл. Nazareth) град је у америчкој савезној држави Пенсилванија.

## Демографија
По попису из 2010. године број становника је 5.746, што је 277 (-4,6%) становника мање него 2000. године.
| Група             | 2000.         | 2010.         |
| Белци             | 5.893 (97,8%) | 5.456 (95,0%) |
| Афроамериканци    | 33 (0,5%)     | 49 (0,9%)     |
| Азијати           | 24 (0,4%)     | 42 (0,7%)     |
| Хиспаноамериканци | 57 (0,9%)     | 158 (2,7%)    |
| Укупно            | 6.023         | 5.746         |